# Rudolf Molnár
Rudolf Molnár (14. srpna 1915 Budapešť – 14. května 2003 Turku) byl maďarský pedagog, překladatel, publicista, protestantský duchovní a teolog žijící od roku 1957 ve Finsku.

## Biografie
V roce 1933 promoval v oboru teologie na Univerzitě v Šoproni a roku 1938 byl vysvěcen na kněze. Poté působil ve sboru evangelické církve v kostele na Deák Ferenc tér v Budapešti. V roce 1941 přijel na studijní cestu do Finska, kde zůstal i v průběhu celé pokračovací války. Byl zaměstnán u finského rádia Yleisradio. Roku 1942 se oženil s finskou teoložkou Elmi Heikiö. V roce 1944 se i s rodinou vrátil do Budapešti. Roku 1947 mu byl udělen doktorát z teologie a poté působil jako vikář ve farnosti Monor. Po krvavém potlačení protikomunistického povstání na podzim 1956 se Molnár zkraje roku 1957 přestěhoval do Finska. Působil jako učitel maďarštiny na Univerzitě v Turku a rovněž jako pomocný vikář v katedrále v Turku. Mezi lety 1964 až 1978 působil jako vikář v Masku. V letech 1965 až 1974 vyučoval maďarštinu na Univerzitě v Tampere. V roce 1997 získal čestný doktorát šoproňské univerzity.

## Dílo
- Lutherin kirkko Unkarissa. Helsinki: Kirjapaja, 1944. (finsky)
- Kun elämä valkenee : hartauspuheita. Helsinki: Otava, 1945. (finsky)
- A finn evangéliumi mozgalom elözményei és kialakulása. Budapest: Fébé evangélikus diakonissza egyesület Könyvkiadóvállalata, 1947. (maďarsky)
- Ainoa ratkaisu : unkarilaisia saarnoja. Helsinki: Kirjapaja, 1958. (finsky)
- Unkarin raamatunkäännösten vaiheita. Turku: Yleistajuisia julkaisuja 2, 1964. (finsky)
- Maskun kirkko - Masku kyrka - Masku Church. Masku: Maskun seurakunta, 1985. (finsky)

### Překlady do finštiny
- TÚRÓCZY, Zoltán. Harhatie. Helsinki: Kirjapaja, 1943. (finsky)
- TÚRÓCZY, Zoltán. Kannekirje Jumalan lapsia vastaan. Helsinki: Kuva ja sana, 1944. (finsky)

### Překlady do maďarštiny
- VIRKKUNEN, Paavo. A harcoló finn hadsereg szelleme. Budapest: A Magyar-Finn Társasá́g kiadá́sa, 1943. (maďarsky)
- TAMMINEN, Kauko Veikko. Új reggel, új kegyelem. Győr: [s.n.], 1943. (maďarsky)
- VIRKKUNEN, Paavo. Imádságos könyv : a keresztyénség fáradhatatlan imádkozóinak könyörgései. Budapest: Fébé könyvkiadó vállalat, 1946. (maďarsky)
- RAUTA, Hanna. Kedvesanyánk : az anyai szeretet regénye. Budapest: Evangélikus evangélizáció, 1947. (maďarsky)
- RAUTA, Hanna. Sipi-apó neveltje : regény. Budapest: Fébé könyvkiadó vállalat, 1948. (maďarsky)[1]